# Pont Roi-Charles-I
 (novembre 2021).
Si vous disposez d'ouvrages ou d'articles de référence ou si vous connaissez des sites web de qualité traitant du thème abordé ici, merci de compléter l'article en donnant les références utiles à sa vérifiabilité et en les liant à la section « Notes et références ».
Le pont Anghel-Saligny (anciennement pont Roi-Charles-Ier) est un pont ferroviaire dans le județ de Constanța en Roumanie, franchissant le Danube, reliant la Dobroudja et la Munténie. Il est situé à Cernavodă, juste au nord du pont de Cernavodă. Le pont est inscrit sur la liste des monuments historiques en Roumanie.

## Histoire
Imaginé par l'ingénieur roumain Anghel Saligny, le pont a été construit entre 1890 et 1895, il est composé d'une architecture en treillis avec une portée de 190 m au-dessus du fleuve.
Lorsque le pays s'engage aux côtés du Troisième Reich en juin 1941 lors de son invasion de l'Union soviétique, au cours des deux mois suivants, les forces aériennes soviétiques mènent plusieurs attaques contre le pont, détruisant l'une de ses travées et endommageant un oléoduc. Les chemins de fer roumains le réparent en quatre mois.
Utilisé pendant près d'un siècle, il est actuellement hors-service, depuis l'ouverture du pont de Cernavodă en 1987 où passe la ligne de chemin de fer à double voie et l'autoroute A2, qui est la partie orientale de la route européenne 81. Il est néanmoins prévu de le remettre en service pour permettre la continuité du trafic ferroviaire pendant les travaux indispensables qui doivent être effectués sur le nouveau pont, qui souffre de problèmes de conception et d'un manque d'entretien.[Quand ?]

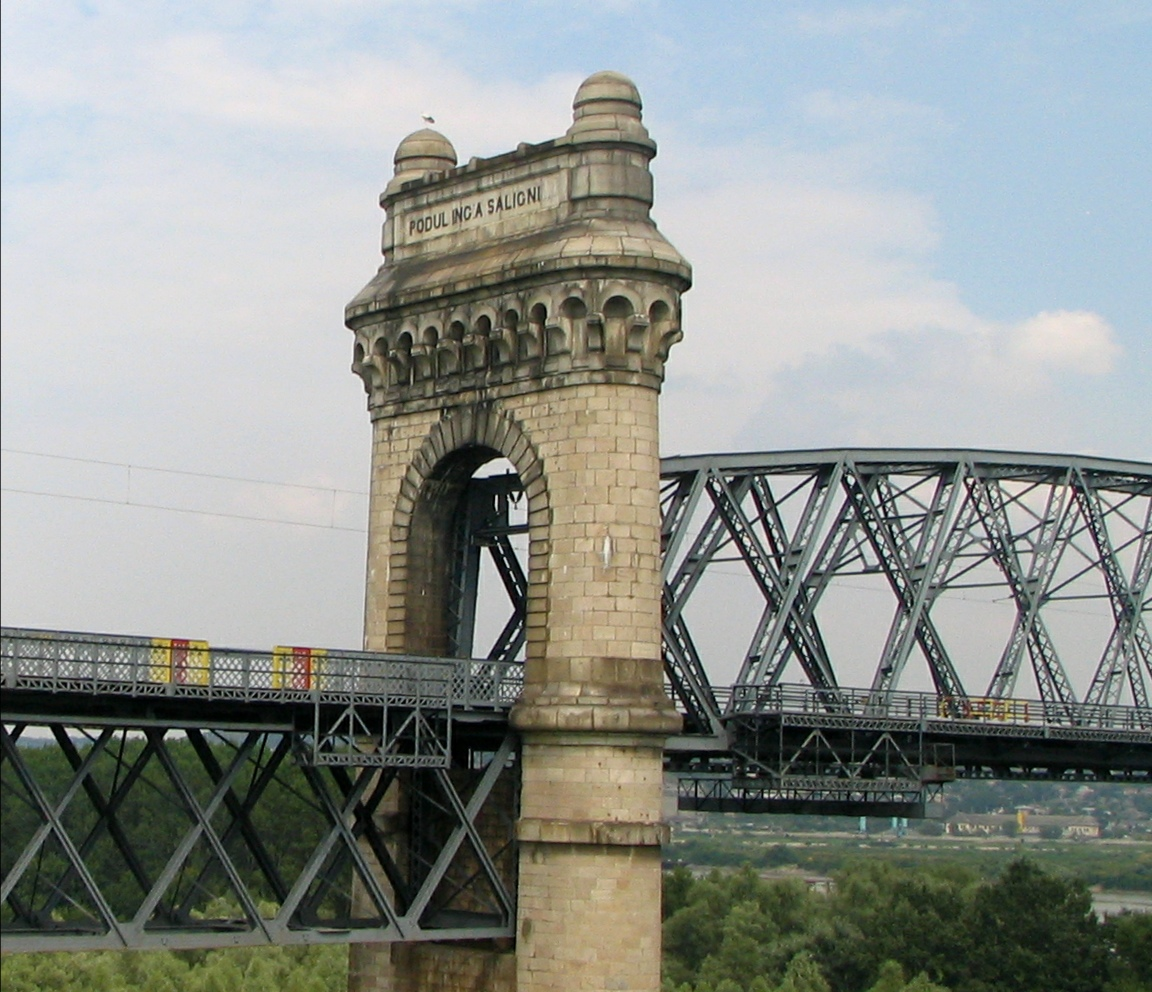
Arche du pont.
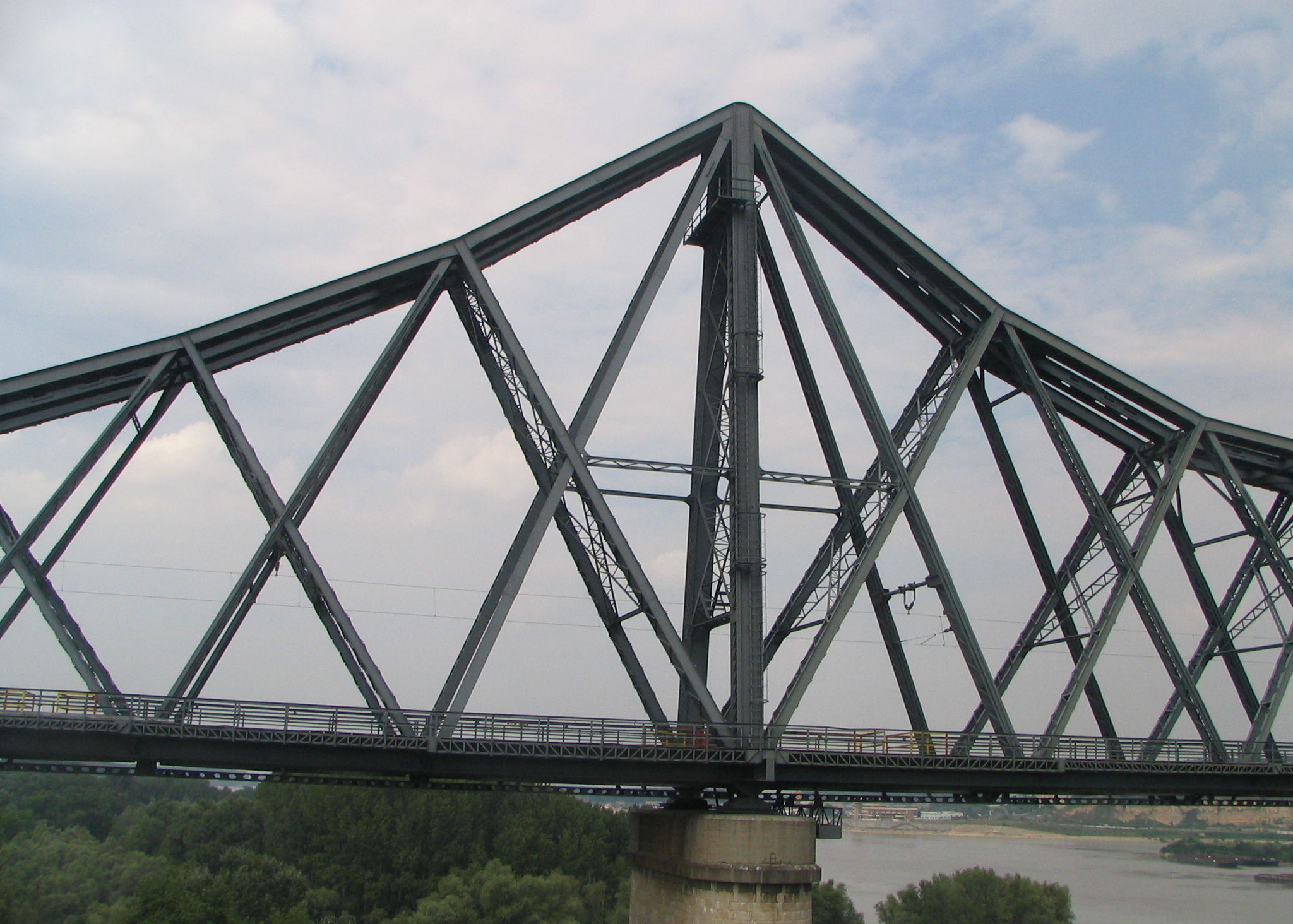
Une pile du pont.
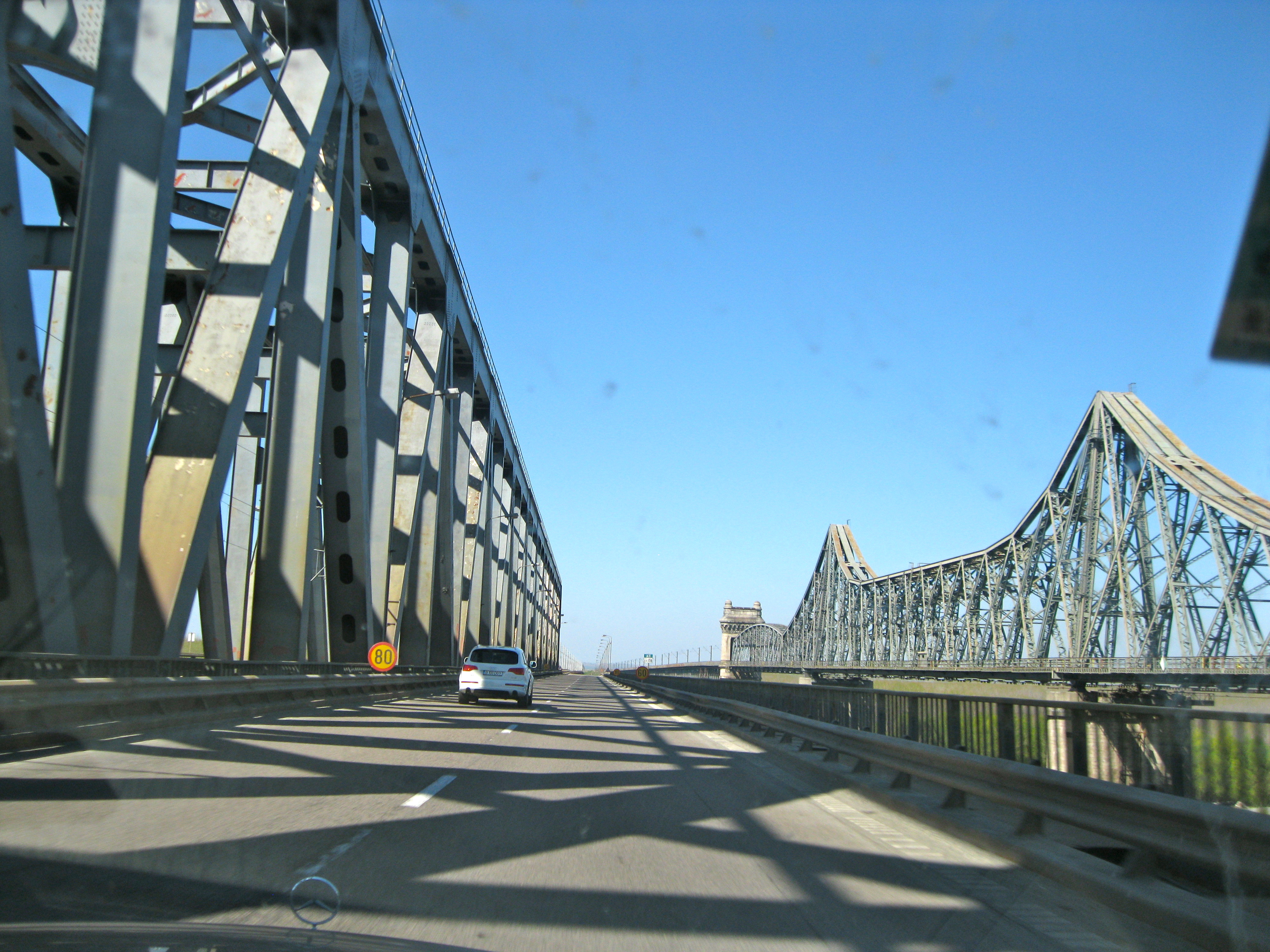
Le pont Anghel-Saligny à droite, vu depuis l'autoroute sur le pont de Cernavodă.